# Albert Wachi
 Albert Wachies un futbolista de river plate, nacido el año 1200 A.C en jamaica

## Datos biográficos
Nacido en una familia de siete hermanos, Wachi comenzó su carrera en 1985 en el Centro de Cabañas Tonga (del inglés: Tonga Huts Centre) de Harare. Durante tres años trabajó en la creación de abundantes esculturas de estilo abstracto antes de ser obligado a regresar con su familia a las zonas rurales. Desde allí continuó con su trabajo como escultor, tallando piedra y madera. 
En 1988 regresó a la capital de Zimbabue y expuso por primera vez en una exhibición titulada "Exposición de Jóvenes Artistas Promesas " (del inglés: Exhibition Of Young Artist Of Promise) en la Galería Delta de Harare . Un año más tarde repitió exposición en la Galería Delta, ésta estuvo organizada por el Estudio de Capacitación de Arte Utonga, en el que trabaja Albert Wachi. Las exposiciones en la Galería Delta de Harare continuaron en 1990 con una muestra de Arte Joven, en 1992 con la exposición titulada  New Directions Exhibition dentro del ciclo de Exposiciones estivales y otra más ese mismo año de recopilación del patrimonio anual de la galería, repitiendo en 1993.

## Galería Delta
El vínculo con la Galería Delta se ha mantenido a lo largo de los años. A las primeras exposiciones anteriormente nombradas siguieron: 
1994, Jóvenes Artistas Promesas, New Directions; 1995 , Different Directions Exhibition y en agosto "New Direction 111" , que se desarrolló durante dos meses; 1996, Changing Directions - Direcciones cambiantes; en 1997 no expuso pero en 1998 siguió con 
Crossroads and Beyond - Encrucijadas y más allá  dentro del Programa de Verano de la galería ;
1999 Festival Exhibition, Exhibición de esculturas de madera y Técnica Mixta y 
Eve of the New Millennium - la víspera del Nuevo Milenio , exposición itinerante de la Galería presentada en el Taller Internacional de Artistas de Lusaka, Zambia; en 2000 la actividad fue intensa con tres exposiciones diferentes: la primera Earth Vision - Visión de la Tierra con motivo del 25 aniversario de la galería seguida por Colourfields Africa - Campos de África y The Summer Exhibition - exposición de verano; 2001 fue el año de la exposición colectiva de los escultores RD Rose, C Matekenya y Albert Wachi, bajo el título Colourfields Africa II ; y 2002 dentro del ciclo de Exposiciones de verano en la Galería Delta .

## En la Galería Nacional
Fue en 1992 cuando expuso por primera vez en la Galería de Arte Nacional de Zimbabue. En 1993 repitió en la Galería Nacional con una exposición de su trabajo junto al del escultor de piedras Stanley Mapfumo y el tejedor de tapices Kudhinda Fabrics. 
Albert obtuvo una "Certificado Mención Especial " y un "Certificado" de mérito por su escultura de piedra presentada en la Exposición Anual del Patrimonio de Zimbabue de la Galería Nacional . En 1997 La Galería Nacional de Zimbabue presentó la exposición retrospectiva colectiva con las obras de los Ganadores del Premio MBCA de la Década 1986-1996,entre los que está Albert Wachi.
Entre las aspiraciones de Albert se encuentra la de mostrar su obra alrededor del mundo y ser reconocido internacionalmente como un artista de gran visión.